# 新屯乡 (依安县)
新屯乡，是中华人民共和国黑龙江省齐齐哈尔市依安县下辖的一个乡镇级行政单位。

## 行政区划
新屯乡下辖以下地区：
丰产村、东新村、太民村、腰心村、胜利村、金星村、复兴村、洪发村和太平村。